# ときめきステーション ダブジェネカウントダウン
『ときめきステーション ダブジェネカウントダウン』は、1998年4月4日から岐阜放送で毎週土曜の午後に放送されている音楽ワイド番組である。
※Twitterハッシュタグは、『#ダブジェネ』である。

## 概要
最新のヒットチャートベスト20曲と、昭和及び平成のある年の放送月のベスト10などを紹介するカウントダウン番組。
番組タイトルは、「最新ヒット」と「なつかしのヒット」の2つのチャートのダブル・カウントダウン、親世代と若い世代の2つの世代（ジェネレーション）を意味するダブル・ジェネレーションを掛け合わせ、略して「ダブジェネカウントダウン」となっている。
この番組では、Twitter、Instagram、そして公式LINEも開設している。いずれも番組のオフショットを公開しているほか、Twitterではアンケート企画を実施、Instagramではディレクターが作った料理を投稿する「Dごはん」、パーソナリティの澤茂奈実が作った料理を投稿する「もな飯」を実施している。

## パーソナリティ
- 小松肇（1998年4月4日 - ：番組開始から担当）
- 山口真季（6代目ダブジェネドーター、アリス・イン・ワンダーランド所属のファッションモデル、 2023年10月7日 - ）[1]

特別体制
2020年4月18日から2020年5月30日まで、新型コロナウイルス感染症対策のため、小松のみが出演する体制で放送していた。2020年6月6日より澤が復帰。

### 過去
- 下枝果織（ - 2015年12月26日）
- 竹内美波（2016年1月2日 - 2019年9月28日）
- 澤茂奈実（ぎふチャンアナウンサー、2019年10月5日 - 2021年3月27日）
- 山島若子（当時シスターマネジメント所属の南山大学生、2021年4月3日 - 2023年9月30日）[2][3]

## 放送時間・番組進行
全て毎週土曜の放送。
- 放送開始 - 2007年3月31日：12:00 - 14:00
- 2007年4月7日 - 2011年9月24日：14:00 - 16:00
  - 『素敵にChu!モレラ』と枠入替
- 2011年10月1日 - 2021年3月：12:00 - 16:25
  - 『素敵にChu!モレラ』（12:00 - 14:00）終了に伴い放送枠が拡大。
- 2021年4月 - 2021年11月13日：12:00 - 16:15
  - 『ぎふチャン Music Sharing』の移動に伴い短縮。
- 2021年11月20日　- 2022年3月26日：12:00 - 15:30
  - 『松阪ゆうきのスマイルラジオ!』（最終週以外の15:30 - 16:00）、『ちょっと良く無Ｅじかん』（最終週の15:30 - 16:00）、『流れ星☆と太田唯のやるんやさ3』（16:00 - 16:30）の開始に伴い短縮。 最終週に関しては2022年4月以降も15:30で終了。
- 2022年4月2日 - 現在：12:00 - 16:00
  - 野球中継など、特別番組による時間短縮の場合あり。その場合はほとんどのクイズコーナーは休止となり、「ヒットチャート」「メモリーチャート」を中心とした編成となる。

### 行われるカウントダウン
- ダブジェネヒットチャートTOP20
  - 最新ヒットチャート。岐阜県内のCDショップ3店舗の売り上げと音楽総合配信データ、JOYSOUNDカラオケヒット、リクエストハガキ・メールを「ダブジェネカウントダウンヒットチャート制定委員会」が総合的にまとめてランキングしたもの。2014年3月まではTOP20、2015年9月まではTOP10で邦楽メモリーチャートと交互に放送。

- コメントゲスト
  - 13時台・14時台に、届けられたゲストアーティストの音声コメントと、そのアーティストの楽曲が流れる。

- 邦楽メモリーチャートTOP10
  - 最新ヒットチャートのランキングは毎週番組放送後に番組のホームページに掲載される。

過去
下記2つは終了。なお、洋楽コーナーは「テーマ縛り」でセレクトして放送する。
- 洋楽メモリーチャートTOP5
- ヤングメモリーチャートTOP5（ヤンメモ）

### 内包コーナー
以下の内包コーナーは、2017年10月から11月の間にすべて終了した。
- 「Let's PREDIANNA」（14:30頃） - 東海地方の女性ユニット・PREDIANNAが担当。
- 「見田村ンキング」 - 岐阜出身のシンガーソングライター・見田村千晴が担当[4]。
- 「祭nine.&おとめボタンのときめきスクール」 - 東海地方のアイドルグループ・祭nine.とおとめボタンが出演。それぞれのグループの編成とグループ名の変更に伴い、タイトルが「ボイメン研究生&BERRY BUTTONの…」→「ボイメン研究生&おとめボタンの…」→現コーナー名、と変わっている。
- 「MAG!C☆PRINCE永田薫のかおチャンRADIO」 - 東海地方のアイドルグループ・MAG!C☆PRINCEの永田薫（岐阜県出身）が担当。

## タイムテーブル
2024年10月現在
- 12:00　〈時報〉
- 12:55　岐阜新聞ニュース
- 13:00　〈時報〉
- 13:30    ハイウェイ情報(一宮センター)
- 13:45　風水アドバイザーの恭湖、の聴くだけで開運しちゃうかも？
- 14:00　〈時報〉
- 14:30    道路交通情報（岐阜センター）
- 14:45    ダブジェネ・アフタヌーンティー
- 14:55　岐阜新聞ニュース
- 15:00　〈時報〉今旬！インフォメーション